# Feliks Drozd
Feliks Alfred Drozd (ur. 2 listopada 1882 w Woli Rzędzińskiej, zm. 1940 w ZSRR) – podpułkownik piechoty Wojska Polskiego, nauczyciel, ofiara zbrodni katyńskiej.

## Życiorys
Urodził się 2 listopada 1882 w Woli Rzędzińskiej jako syn Stanisława. 
Po odzyskaniu przez Polskę niepodległości został przyjęty do Wojska Polskiego. Został awansowany na stopień majora piechoty ze starszeństwem z dniem 1 czerwca 1919, a następnie na stopień podpułkownika piechoty ze starszeństwem z dniem 1 lipca 1925. W latach 20. jako oficer nadetatowy 44 pułku piechoty służył w kadrze naukowej Korpusu Kadetów Nr 1. Później przeniesiony w stan spoczynku. W 1934 jako emerytowany podpułkownik był przydzielony do Oficerskiej Kadry Okręgowej nr VII jako oficer przewidziany do użycia w czasie wojny i pozostawał wówczas w ewidencji Powiatowej Komendy Uzupełnień Poznań Miasto. Był profesorem gimnazjalnym we Lwowie. 
Po wybuchu II wojny światowej i agresji ZSRR na Polskę z 17 września 1939 został aresztowany przez funkcjonariuszy NKWD. Został przewieziony do więzienia przy ulicy Karolenkiwskiej 17 w Kijowie. Tam prawdopodobnie na wiosnę 1940 został zamordowany przez NKWD. Jego nazwisko znalazło się na tzw. Ukraińskiej Liście Katyńskiej opublikowanej w 1994 (został wymieniony na liście wywózkowej 55/5-14 oznaczony numerem 975). Ofiary tej części zbrodni katyńskiej zostały pochowane na otwartym w 2012 Polskim Cmentarzu Wojennym w Kijowie-Bykowni.

## Odznaczenie
- Złoty Krzyż Zasługi (10 listopada 1928)[11][12]